# Fiyi en los Juegos Olímpicos de París 2024
Fiyi estuvo representado en los Juegos Olímpicos de París 2024 por un total de 33 deportistas, 17 hombres y 16 mujeres, que compitieron en siete deportes.
Los portadores de la bandera en la ceremonia de apertura fueron el regatista Florent Raijieli Daveua y la jugadora de rugby Raijieli Daveua.

## Medallistas
El equipo olímpico de Fiyi obtuvo las siguientes medallas:
| Nombre | Deporte | Competición |
| ------ | ------- | ----------- |
| Oro    |         |             |
| —      |         |             |
| Plata  |         |             |
| Equipo | Rugby 7 | Torneo M    |
| Bronce |         |             |
| —      |         |             |